# Clase 807 de British Rail
La Clase 807 de British Rail (AT300) es un tipo de unidad eléctrica múltiple que está construyendo Hitachi Rail para el operador de trenes Avanti West Coast. Basado en el diseño del Hitachi A-train, se producirán un total de 10 unidades de siete vagones.

## Historia
En diciembre de 2019, Avanti West Coast realizó un pedido de 10 unidades eléctricas de siete automóviles que reemplazarán su flota Clase 221, junto con 13 unidades bimodales Clase 805 como parte de un contrato de £350 millones con Hitachi Rail. Está previsto que todos estén en servicio en 2023. Los trenes están financiados por la empresa de material rodante Rock Rail West Coast, una empresa conjunta entre Rock Rail y Standard Life Aberdeen. Los trenes serán mantenidos por un equipo conjunto de personal de Alstom e Hitachi, junto con la Clase 805, en el depósito de Oxley cerca de Wolverhampton.
Las características de servicio al cliente prometidas incluyen Wi-Fi gratuito, carga inductiva inalámbrica en el asiento para dispositivos electrónicos, enchufes y tomas USB; una oferta de restauración y un sistema de información al viajero en tiempo real que puede asesorar sobre los servicios ferroviarios de conexión.

## Construcción
La construcción de la Clase 807 en el Reino Unido comenzó el 7 de julio de 2020. Las carcasas de aluminio llegaron después de ser enviadas desde la planta Kasado de Hitachi en Japón. La producción final comenzó en las instalaciones de Hitachi en Newton Aycliffe. De las 135 carrocerías, 56 se fabrican en el Reino Unido.
Las pruebas estáticas comenzaron en junio de 2022 y está previsto que los trenes entren en servicio en 2023.

## Detalles de la flota
| Clase | Operador          | Cantidad | Año de construcción | Autos por unidad | Números de unidad | Ref.  |
| ----- | ----------------- | -------- | ------------------- | ---------------- | ----------------- | ----- |
| 807   | Avanti West Coast | 10       | 2021-presente       | 7                | 807001-807010     | [ 6 ] |